# Аркола (Мисисипи)
Аркола (енгл. Arcola) град је у америчкој савезној држави Мисисипи.

## Демографија
По попису из 2010. године број становника је 361, што је 202 (-35,9%) становника мање него 2000. године.
| Група             | 2000.       | 2010.       |
| Белци             | 27 (4,8%)   | 23 (6,4%)   |
| Афроамериканци    | 535 (95,0%) | 333 (92,2%) |
| Азијати           | 0 (0,0%)    | 0 (0,0%)    |
| Хиспаноамериканци | 1 (0,2%)    | 3 (0,8%)    |
| Укупно            | 563         | 361         |